# Hundshof (Bockhorn)
Hundshof ist eine Einzelsiedlung der Gemeinde Bockhorn im Landkreis Erding in Oberbayern.

## Lage
Die Einöde liegt drei Kilometer östlich von Bockhorn entfernt im tertiären Isar-Inn-Hügelland (Erdinger Holzland).

## Geschichte
Der Ort gehörte bis 1972 zu der ehemaligen Gemeinde Eschlbach und kam bei deren Auflösung zur Gemeinde Bockhorn.